# オフィス薫
有限会社オフィス薫（オフィスかおる）は、日本の芸能事務所。

## 概要
1992年（平成4年）3月に村松康雄が同人舎プロダクションから独立して設立した。代表取締役は薫夫人。日本芸能マネージメント事業者協会・日本声優事業社協議会会員。

## 所属声優

### 男性
| あ行 - 植倉大 - 牛村友哉 か行 - 北村允志 - 熊倉裕之 - 五島慎 | さ行 - 榛葉雅也 た行 - 高橋翔 - 竹村拓 | は行 - 畑農智実 - 馬場和幸 - 東明弘 ま行 - 水口侑一 - 室園丈裕 |

ジュニア
- 吉城よしき

預かり
| あ行 - 石上智章 - 石橋民夫 - 伊東和希 - 内海伯太 - 大坂ようへい - 岡田能幸 - 岡田正則 か行 - 柿崎章宏 - 景山海斗 - 川上勲 - 北孝成 - 草野佐聞 - 小松卓矢 | さ行 - 菅原啓 - 杉山秀樹 た行 - 多胡佳宏 - 田端佳祐 な行 - 仲座一志 - 永嶋孝行 - 成田幸穂 - 信かずき は行 - 花輪千星 - 星野祐司 | や〜わ行 - 山下覚史 - 山下真也 - 山本翔 - 山本浩 - 吉田将吾 - 吉濱郁未 - 和田克也 - 渡辺裕貴 |

### 女性
| あ行 - 相沢恭乎 - 麻生まどか - 江沢昌子 - えんどうさや か行 - 加藤悦子 - 川津安代 た行 - 棚田恵美子 | な行 - 中山幸 - 那須文恵 は行 - 深川史麻 - 保澄しのぶ - 堀之内美由起 | ま行 - 松下亜紀 - 宮下典子 や〜わ行 - 山本嘉子 - 若菜よう子 - 渡辺みゆ |

ジュニア
- 千田ミヤコ
- 柳瀬英理子

預かり
| あ行 - 秋山千穂 - 秋山夕雨 - 天元奈生 - 文瀬乃愛 - 新井里江子 - 荒川めぐみ - 伊藤弘実 - 伊藤ゆう子 - 岩坪麻美 - 上原望 - 梅原亜希 - 大森瑞希子 か行 - 甲斐さくら - 加納梓 - 菅有希 | さ行 - 鯖江めいこ - 澤田智巳 - 柴田絵梨香 - 澁谷えり - 関和香 た行 - 高橋鮎美 - 橘亜里沙 - 戸田ルイーズ な行 - 直木優 - 成田朱美 - 西川景子 - 西部さやか - 丹羽ユリイ | は行 - 古川由実 ま行 - 三澤優 - 宮本智世 - 宮崎詩織 - 森千聡 - 森川美咲 や〜わ行 - 山本真弓 - 鎗本彩花 - 吉田知世 |

## かつて所属していた主な声優

### 男性
- 池田祐輔
- 石井敏郎（在籍中に死去）
- 内田唯人
- 大竹宏（81プロデュースに移籍後死去）
- 植村達雄（現所属：劇団光希）
- 河西健吾（現所属：マウスプロモーション）
- 神谷和夫
- 小林勝彦（ぷろだくしょん★A組に移籍後死去）
- 近藤広務
- 坂口賢一
- 品川徹（現所属：ノックアウト）
- 鈴森勘司（現所属：ブックスロープ）
- 高宮俊介（現所属：プロダクション・エース）
- 谷村誠（引退後、プロ・フィット設立）
- 千葉優輝（フリー）
- 中西としはる（フリー（エスエスピー業務提携））
- 成瀬誠（現所属：ケンユウオフィス）
- 布目貞雄（フリー）
- 原田晃（現所属：プロダクション・エース）
- 深津智義
- 藤井啓輔（現所属：ケンユウオフィス）
- 星祐樹（現所属：ケンユウオフィス）
- 巻島直樹（在籍中に死去）
- ますおかたろう（現所属：ラクーンドッグ）
- 丸山純路（フリー）
- 村松康雄（設立者、在籍中に死去）
- 山中真尋（現所属：ケンユウオフィス）
- 遊佐浩二（フリー）

### 女性
- 青山桐子（現所属：81プロデュース）
- 秋元千賀子（現所属：Ritrovo）
- 石川綾乃（現所属：東京俳優生活協同組合）
- 伊藤春香（現所属：アーツビジョン）
- 岡本麻弥（フリー）
- 内川藍維（現所属：シグマ・セブン）
- 岩居由希子（フリー）
- 太田真由美
- 大橋ひろこ
- 木村美佐
- 幸田直子（フリー）
- 小林希唯（現所属：81プロデュース）
- 税所千鶴（現所属：マック・ミック）
- 榊原奈緒子（現所属：プロダクション・エース）
- 沢谷有梨（引退、現在はカラーリストとして活動）
- 篠原麻李
- 志摩淳（現所属：アクロスエンタテインメント）
- 嶋村侑（現所属：賢プロダクション）
- 寺門真希（フリー）
- 中村千絵（現所属：アクセルワン）
- 永吉京子
- 野路ももこ（現所属：プロダクション・タンク）
- 羽豆幸子
- 日榮春華
- 深水由美（現所属：プロダクション・エース）
- 帆足桃子（現所属：プロダクション・エース）
- 本田貴子（現所属：大沢事務所）
- 御沓優子（現所属：大沢事務所）
- 宮澤奈々子
- 宗形智子
- 森沢芙美（現所属：ラクーンドッグ）
- 山岡葉子（在籍中に死去）
- 吉沢佐衣子
- 米本早希（現所属：大沢事務所）
- 渡辺育子（現所属：ベルプロダクション）